# 李四光纪念馆 (北京)
39°56′42″N 116°18′38″E / 39.945125°N 116.310441°E

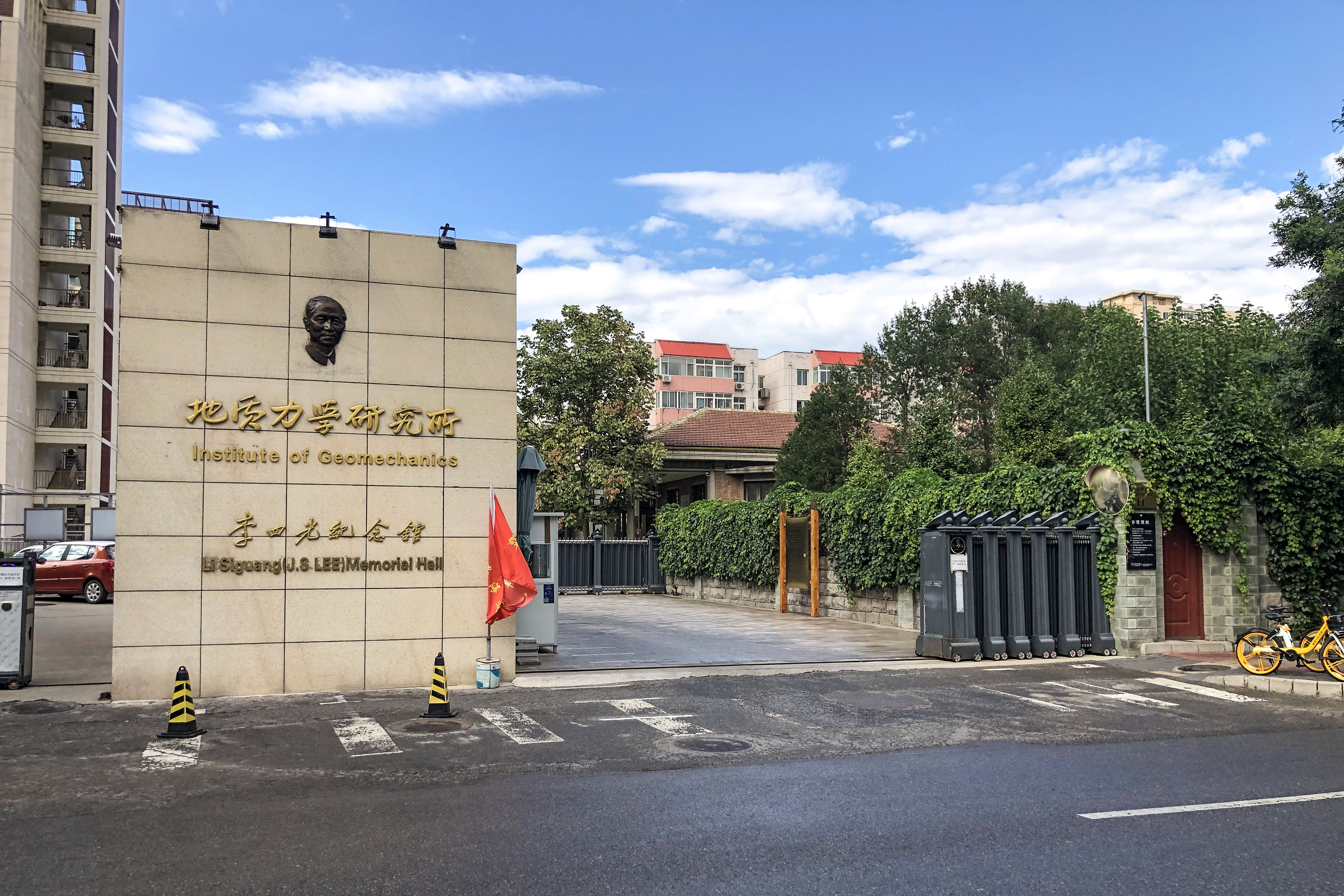
李四光纪念馆（2020年9月）

李四光纪念馆位于北京市海淀区民族大学南路11号，原是地质学家李四光的住宅，现为其纪念馆。

## 历史
1950年5月6日，李四光夫妇回到北京，李四光出任中国科学院副院长。同年底，李四光住到遂安伯胡同。 1955年秋，李四光家迁往复兴门内的嘉祥里。1956年底，迁居西山象鼻子沟。后来，由于战备需要，李四光再次迁居，此次于1962年迁居至紫竹院北边，即今李四光纪念馆。
1961年，李四光亲自设计了这里的庭院和居室。1962年李四光入住此处，直到1971年4月底，李四光因病住进北京医院。1971年4月29日，李四光在北京医院病逝。1989年10月，時任全国政协主席李先念为故居题字：“李四光纪念馆”。
这座宅院紧邻地质力学研究所的南门，门外有一棵大银杏树。李四光在此居住时，常在这银杏树下边思考边散步，穿过树林之后，自地质力学研究所东侧向北，然后再向东走，直到白颐路（今中关村南大街），再原路折回。这条路人称“李四光小道”。1985年，李四光小道东西走向段被辟为沥青路，1986年被命名为民族学院南路，后改称民族大学南路。李四光小道的南北走向段，今为民族大学西路的南段。 
由于李四光的后代尚在此居住，故该纪念馆建成后未对外开放，仅接受内部参观。2015年10月25日，经过五年修缮扩展，纪念馆重新向社会开放。中国地质调查局、中国地质科学院地质力学研究所举办了李四光铜像重新安放揭幕仪式，同时还举办了李四光学术思想讨论会，并且授予第一批22名地质专家“李四光学者”称号。李四光纪念馆室内面积将近2000平方米，展览内容分为光辉足迹、卓越贡献、事业传承、精神永存四个部分。